# Vaccinium santafeense
Vaccinium santafeense là một loài thực vật có hoa trong họ Thạch nam. Loài này được Wilbur & Luteyn miêu tả khoa học đầu tiên năm 1978.